# Bundestagswahl 2025/Wahlergebnisse nach Bundesländern
Bundestagswahl 2025 — Endgültige Wahlergebnisse nach Bundesländern.

## Wahlergebnisse

### Baden-Württemberg
- Linke: 6
- SPD: 13
- Grüne: 12
- CDU: 29
- AfD: 19

| Listen                         | Listen                                        | Erststimmen | Erststimmen | Erststimmen | Erststimmen | Zweitstimmen | Zweitstimmen | Zweitstimmen | Zweitstimmen | Mandate Gesamt |
| Listen                         | Listen                                        | Stimmen     | %           | +/-         | Mandate     | Stimmen      | %            | +/-          | Mandate      | Mandate Gesamt |
| ------------------------------ | --------------------------------------------- | ----------- | ----------- | ----------- | ----------- | ------------ | ------------ | ------------ | ------------ | -------------- |
|                                | Christlich Demokratische Union Deutschlands   | 2.280.707   | 36,0        | +6,3        | 29          | 2.006.866    | 31,6         | +6,8         | —            | 29             |
|                                | Alternative für Deutschland                   | 1.231.221   | 19,4        | +10,0       | —           | 1.256.430    | 19,8         | +10,2        | 19           | 19             |
|                                | Sozialdemokratische Partei Deutschlands       | 1.002.327   | 15,8        | −5,2        | —           | 898.778      | 14,2         | −7,5         | 13           | 13             |
|                                | Bündnis 90/Die Grünen                         | 887.608     | 14,0        | −3,8        | 3           | 865.738      | 13,6         | −3,5         | 9            | 12             |
|                                | Die Linke                                     | 360.037     | 5,7         | +2,7        | —           | 429.484      | 6,8          | +3,5         | 6            | 6              |
|                                | Freie Demokratische Partei                    | 271.794     | 4,3         | −7,7        | —           | 357.539      | 5,6          | −9,6         | —            | —              |
|                                | Bündnis Sahra Wagenknecht                     | –           | –           | —           | —           | 260.219      | 4,1          | +4,1         | —            | —              |
|                                | Freie Wähler                                  | 163.869     | 2,6         | +0,2        | —           | 86.311       | 1,4          | −0,4         | —            | —              |
|                                | Partei Mensch Umwelt Tierschutz               | 10.548      | 0,2         | −0,2        | —           | 55.906       | 0,9          | −0,4         | —            | —              |
|                                | Volt Deutschland                              | 69.168      | 1,1         | +0,9        | —           | 49.025       | 0,8          | +0,4         | —            | —              |
|                                | Die PARTEI                                    | 20.293      | 0,3         | −0,9        | —           | 28.041       | 0,4          | −0,5         | —            | —              |
|                                | Basisdemokratische Partei Deutschland         | 17.282      | 0,3         | −1,9        | —           | 21.845       | 0,3          | −1,6         | —            | —              |
|                                | Ökologisch-Demokratische Partei               | 1.798       | 0,0         | −0,3        | —           | 12.258       | 0,2          | −0,1         | —            | —              |
|                                | Bündnis C – Christen für Deutschland          | 2.021       | 0,0         | ±0,0        | —           | 11.768       | 0,2          | ±0,0         | —            | —              |
|                                | Bündnis Deutschland                           | 4.821       | 0,1         | +0,1        | —           | 7.411        | 0,1          | +0,1         | —            | —              |
|                                | Marxistisch-Leninistische Partei Deutschlands | 3.574       | 0,1         | ±0,0        | —           | 2.379        | 0,0          | ±0,0         | —            | —              |
|                                | Übrige                                        | 5.646       | 0,1         | −0,2        | —           | –            | –            | −0,4         | —            | —              |
| Gesamt                         | Gesamt                                        | 6.332.714   | 100         |             | 32          | 6.349.998    | 100          |              | 47           | 79             |
|                                |                                               |             |             |             |             |              |              |              |              |                |
| Ungültige Stimmen              | Ungültige Stimmen                             | 49.732      | 0,8         |             |             | 32.448       | 0,5          |              |              |                |
| Wähler                         | Wähler                                        | 6.382.446   | 83,4        |             |             | 6.382.446    | 83,4         |              |              |                |
| Wahlberechtigte                | Wahlberechtigte                               | 7.653.811   |             |             |             | 7.653.811    |              |              |              |                |
|                                |                                               |             |             |             |             |              |              |              |              |                |
| Quelle: Die Bundeswahlleiterin |                                               |             |             |             |             |              |              |              |              |                |

### Bayern
- Linke: 7
- SPD: 14
- Grüne: 14
- CSU: 44
- AfD: 22

| Listen                         | Listen                                        | Erststimmen | Erststimmen | Erststimmen | Erststimmen | Zweitstimmen | Zweitstimmen | Zweitstimmen | Zweitstimmen | Mandate Gesamt |
| Listen                         | Listen                                        | Stimmen     | %           | +/-         | Mandate     | Stimmen      | %            | +/-          | Mandate      | Mandate Gesamt |
| ------------------------------ | --------------------------------------------- | ----------- | ----------- | ----------- | ----------- | ------------ | ------------ | ------------ | ------------ | -------------- |
|                                | Christlich-Soziale Union in Bayern            | 3.272.064   | 41,2        | +4,2        | 44          | 2.964.028    | 37,2         | +5,4         | —            | 44             |
|                                | Alternative für Deutschland                   | 1.384.631   | 17,4        | +9,0        | —           | 1.515.731    | 19,0         | +10,0        | 22           | 22             |
|                                | Bündnis 90/Die Grünen                         | 969.735     | 12,2        | −1,4        | —           | 957.435      | 12,0         | −2,1         | 14           | 14             |
|                                | Sozialdemokratische Partei Deutschlands       | 1.016.841   | 12,8        | −4,6        | —           | 920.675      | 11,5         | −6,4         | 14           | 14             |
|                                | Die Linke                                     | 366.149     | 4,6         | +2,1        | —           | 456.935      | 5,7          | +2,9         | 7            | 7              |
|                                | Freie Wähler                                  | 461.198     | 5,8         | −2,0        | —           | 345.840      | 4,3          | −3,1         | —            | —              |
|                                | Freie Demokratische Partei                    | 246.700     | 3,1         | −4,6        | —           | 333.257      | 4,2          | −6,4         | —            | —              |
|                                | Bündnis Sahra Wagenknecht                     | 19.929      | 0,3         | +0,3        | —           | 246.518      | 3,1          | +3,1         | —            | —              |
|                                | Partei Mensch Umwelt Tierschutz               | 28.481      | 0,4         | +0,1        | —           | 61.869       | 0,8          | −0,3         | —            | —              |
|                                | Volt Deutschland                              | 66.017      | 0,8         | +0,6        | —           | 50.671       | 0,6          | +0,4         | —            | —              |
|                                | Ökologisch-Demokratische Partei               | 49.197      | 0,6         | −0,7        | —           | 33.367       | 0,4          | −0,3         | —            | —              |
|                                | Die PARTEI                                    | 9.955       | 0,1         | −0,7        | —           | 30.552       | 0,4          | −0,3         | —            | —              |
|                                | Basisdemokratische Partei Deutschland         | 20.515      | 0,3         | −1,8        | —           | 28.843       | 0,4          | −1,4         | —            | —              |
|                                | Bayernpartei                                  | 5.763       | 0,1         | −0,4        | —           | 12.278       | 0,2          | −0,3         | —            | —              |
|                                | Bündnis Deutschland                           | 13.923      | 0,2         | +0,2        | —           | 6.937        | 0,1          | +0,1         | —            | —              |
|                                | Partei der Humanisten                         | 613         | 0,0         | ±0,0        | —           | 5.466        | 0,1          | ±0,0         | —            | —              |
|                                | Marxistisch-Leninistische Partei Deutschlands | 890         | 0,0         | ±0,0        | —           | 1.652        | 0,0          | ±0,0         | —            | —              |
|                                | Übrige                                        | 16.599      | 0,2         | −0,3        | —           | –            | –            | −0,5         | —            | —              |
| Gesamt                         | Gesamt                                        | 7.949.200   | 100         |             | 44          | 7.972.054    | 100          |              | 57           | 101            |
|                                |                                               |             |             |             |             |              |              |              |              |                |
| Ungültige Stimmen              | Ungültige Stimmen                             | 47.357      | 0,6         |             |             | 24.503       | 0,3          |              |              |                |
| Wähler                         | Wähler                                        | 7.996.557   | 84,3        |             |             | 7.996.557    | 84,3         |              |              |                |
| Wahlberechtigte                | Wahlberechtigte                               | 9.481.659   |             |             |             | 9.481.659    |              |              |              |                |
|                                |                                               |             |             |             |             |              |              |              |              |                |
| Quelle: Die Bundeswahlleiterin |                                               |             |             |             |             |              |              |              |              |                |

### Berlin
- Linke: 6
- SPD: 4
- Grüne: 5
- CDU: 5
- AfD: 4

| Listen                         | Listen                                        | Erststimmen | Erststimmen | Erststimmen | Erststimmen | Zweitstimmen | Zweitstimmen | Zweitstimmen | Zweitstimmen | Mandate Gesamt |
| Listen                         | Listen                                        | Stimmen     | %           | +/-         | Mandate     | Stimmen      | %            | +/-          | Mandate      | Mandate Gesamt |
| ------------------------------ | --------------------------------------------- | ----------- | ----------- | ----------- | ----------- | ------------ | ------------ | ------------ | ------------ | -------------- |
|                                | Die Linke                                     | 423.549     | 21,8        | +7,6        | 4           | 387.222      | 19,9         | +8,3         | 2            | 6              |
|                                | Christlich Demokratische Union Deutschlands   | 413.893     | 21,3        | +1,1        | 3           | 356.099      | 18,3         | +1,1         | 2            | 5              |
|                                | Bündnis 90/Die Grünen                         | 338.231     | 17,4        | −3,2        | 3           | 328.035      | 16,8         | −5,2         | 2            | 5              |
|                                | Alternative für Deutschland                   | 294.546     | 15,2        | +6,2        | 1           | 296.990      | 15,2         | +5,8         | 3            | 4              |
|                                | Sozialdemokratische Partei Deutschlands       | 326.663     | 16,8        | −5,0        | 1           | 295.182      | 15,1         | −7,1         | 3            | 4              |
|                                | Bündnis Sahra Wagenknecht                     | 41.787      | 2,2         | +2,2        | —           | 129.651      | 6,7          | +6,7         | —            | —              |
|                                | Freie Demokratische Partei                    | 52.575      | 2,7         | −3,6        | —           | 74.076       | 3,8          | −4,3         | —            | —              |
|                                | Partei Mensch Umwelt Tierschutz               | 15.740      | 0,8         | −2,0        | —           | 29.384       | 1,5          | −1,1         | —            | —              |
|                                | Volt Deutschland                              | –           | –           | −0,1        | —           | 18.231       | 0,9          | +0,3         | —            | —              |
|                                | Die PARTEI                                    | 8.425       | 0,4         | −1,7        | —           | 12.881       | 0,7          | −1,0         | —            | —              |
|                                | Freie Wähler                                  | 9.141       | 0,5         | −0,3        | —           | 6.402        | 0,3          | −0,6         | —            | —              |
|                                | Team Todenhöfer                               | 4.694       | 0,2         | +0,1        | —           | 4.532        | 0,2          | −0,8         | —            | —              |
|                                | Partei des Fortschritts                       | –           | –           | —           | —           | 3.423        | 0,2          | +0,2         | —            | —              |
|                                | Bündnis Deutschland                           | 7.464       | 0,4         | +0,4        | —           | 2.960        | 0,2          | +0,2         | —            | —              |
|                                | MERA25                                        | 658         | 0,0         | ±0,0        | —           | 2.439        | 0,1          | +0,1         | —            | —              |
|                                | Marxistisch-Leninistische Partei Deutschlands | 1.244       | 0,1         | ±0,0        | —           | 925          | 0,0          | ±0,0         | —            | —              |
|                                | Bürgerrechtsbewegung Solidarität              | 1.295       | 0,1         | +0,1        | —           | 676          | 0,0          | ±0,0         | —            | —              |
|                                | Sozialistische Gleichheitspartei              | 73          | 0,0         | ±0,0        | —           | 425          | 0,0          | ±0,0         | —            | —              |
|                                | Übrige                                        | 2.660       | 0,1         | −0,2        | —           | –            | –            | −1,6         | —            | —              |
| Gesamt                         | Gesamt                                        | 1.942.638   | 100         |             | 12          | 1.949.533    | 100          |              | 12           | 24             |
|                                |                                               |             |             |             |             |              |              |              |              |                |
| Ungültige Stimmen              | Ungültige Stimmen                             | 18.539      | 0,9         |             |             | 11.644       | 0,6          |              |              |                |
| Wähler                         | Wähler                                        | 1.961.177   | 80,3        |             |             | 1.961.177    | 80,3         |              |              |                |
| Wahlberechtigte                | Wahlberechtigte                               | 2.442.042   |             |             |             | 2.442.042    |              |              |              |                |
|                                |                                               |             |             |             |             |              |              |              |              |                |
| Quelle: Die Bundeswahlleiterin |                                               |             |             |             |             |              |              |              |              |                |

### Brandenburg
- Linke: 3
- SPD: 4
- Grüne: 2
- CDU: 4
- AfD: 8

| Listen                         | Listen                                        | Erststimmen | Erststimmen | Erststimmen | Erststimmen | Zweitstimmen | Zweitstimmen | Zweitstimmen | Zweitstimmen | Mandate Gesamt |
| Listen                         | Listen                                        | Stimmen     | %           | +/-         | Mandate     | Stimmen      | %            | +/-          | Mandate      | Mandate Gesamt |
| ------------------------------ | --------------------------------------------- | ----------- | ----------- | ----------- | ----------- | ------------ | ------------ | ------------ | ------------ | -------------- |
|                                | Alternative für Deutschland                   | 565.718     | 34,4        | +16,1       | 8           | 535.275      | 32,5         | +14,4        | —            | 8              |
|                                | Christlich Demokratische Union Deutschlands   | 332.331     | 20,2        | +1,7        | —           | 298.048      | 18,1         | +2,8         | 4            | 4              |
|                                | Sozialdemokratische Partei Deutschlands       | 337.040     | 20,5        | −8,1        | 1           | 244.010      | 14,8         | −14,6        | 3            | 4              |
|                                | Bündnis Sahra Wagenknecht                     | –           | –           | —           | —           | 176.405      | 10,7         | +10,7        | —            | —              |
|                                | Die Linke                                     | 189.182     | 11,5        | +2,2        | —           | 176.224      | 10,7         | +2,2         | 3            | 3              |
|                                | Bündnis 90/Die Grünen                         | 86.006      | 5,2         | −2,6        | —           | 108.598      | 6,6          | −2,4         | 2            | 2              |
|                                | Freie Demokratische Partei                    | 44.451      | 2,7         | −5,2        | —           | 53.467       | 3,2          | −6,1         | —            | —              |
|                                | Freie Wähler                                  | 53.057      | 3,2         | +0,2        | —           | 23.969       | 1,5          | −1,2         | —            | —              |
|                                | Die PARTEI                                    | 15.439      | 0,9         | −0,9        | —           | 14.706       | 0,9          | −0,4         | —            | —              |
|                                | Volt Deutschland                              | 10.687      | 0,7         | +0,6        | —           | 11.370       | 0,7          | +0,4         | —            | —              |
|                                | Bündnis Deutschland                           | 3.564       | 0,2         | +0,2        | —           | 4.147        | 0,3          | +0,3         | —            | —              |
|                                | Marxistisch-Leninistische Partei Deutschlands | –           | –           | ±0,0        | —           | 1.119        | 0,1          | ±0,0         | —            | —              |
|                                | Übrige                                        | 4.718       | 0,3         | −1,2        | —           | –            | –            | −1,0         | —            | —              |
| Gesamt                         | Gesamt                                        | 1.642.193   | 100         |             | 9           | 1.647.338    | 100          |              | 12           | 21             |
|                                |                                               |             |             |             |             |              |              |              |              |                |
| Ungültige Stimmen              | Ungültige Stimmen                             | 16.488      | 1,0         |             |             | 11.343       | 0,7          |              |              |                |
| Wähler                         | Wähler                                        | 1.658.681   | 81,6        |             |             | 1.658.681    | 81,6         |              |              |                |
| Wahlberechtigte                | Wahlberechtigte                               | 2.033.539   |             |             |             | 2.033.539    |              |              |              |                |
|                                |                                               |             |             |             |             |              |              |              |              |                |
| Quelle: Die Bundeswahlleiterin |                                               |             |             |             |             |              |              |              |              |                |

### Bremen
- Linke: 1
- SPD: 1
- Grüne: 1
- CDU: 1
- AfD: 1

| Listen                         | Listen                                        | Erststimmen | Erststimmen | Erststimmen | Erststimmen | Zweitstimmen | Zweitstimmen | Zweitstimmen | Zweitstimmen | Mandate Gesamt |
| Listen                         | Listen                                        | Stimmen     | %           | +/-         | Mandate     | Stimmen      | %            | +/-          | Mandate      | Mandate Gesamt |
| ------------------------------ | --------------------------------------------- | ----------- | ----------- | ----------- | ----------- | ------------ | ------------ | ------------ | ------------ | -------------- |
|                                | Sozialdemokratische Partei Deutschlands       | 95.267      | 27,4        | −5,7        | 1           | 80.604       | 23,1         | −8,3         | —            | 1              |
|                                | Christlich Demokratische Union Deutschlands   | 78.673      | 22,7        | +1,9        | —           | 71.573       | 20,6         | +3,3         | 1            | 1              |
|                                | Bündnis 90/Die Grünen                         | 53.287      | 15,4        | −3,1        | —           | 54.280       | 15,6         | −5,3         | 1            | 1              |
|                                | Alternative für Deutschland                   | 52.638      | 15,2        | +8,6        | —           | 52.496       | 15,1         | +8,2         | 1            | 1              |
|                                | Die Linke                                     | 44.408      | 12,8        | +4,9        | —           | 51.461       | 14,8         | +7,0         | 1            | 1              |
|                                | Bündnis Sahra Wagenknecht                     | –           | –           | —           | —           | 15.114       | 4,3          | +4,3         | —            | —              |
|                                | Freie Demokratische Partei                    | 9.664       | 2,8         | −4,1        | —           | 12.295       | 3,5          | −5,8         | —            | —              |
|                                | Volt Deutschland                              | 5.736       | 1,7         | +1,3        | —           | 3.836        | 1,1          | +0,7         | —            | —              |
|                                | Die PARTEI                                    | 2.227       | 0,6         | −1,0        | —           | 2.582        | 0,7          | −0,5         | —            | —              |
|                                | Freie Wähler                                  | 1.758       | 0,5         | −0,6        | —           | 1.618        | 0,5          | −0,4         | —            | —              |
|                                | Bündnis Deutschland                           | 1.967       | 0,6         | +0,6        | —           | 933          | 0,3          | +0,3         | —            | —              |
|                                | Menschliche Welt                              | –           | –           | ±0,0        | —           | 694          | 0,2          | +0,1         | —            | —              |
|                                | Partei für Verjüngungsforschung               | –           | –           | —           | —           | 303          | 0,1          | +0,1         | —            | —              |
|                                | MERA25                                        | –           | –           | —           | —           | 260          | 0,1          | +0,1         | —            | —              |
|                                | Marxistisch-Leninistische Partei Deutschlands | 736         | 0,2         | +0,1        | —           | 207          | 0,1          | ±0,0         | —            | —              |
|                                | Übrige                                        | 719         | 0,2         | ±0,0        | —           | –            | –            | −0,2         | —            | —              |
| Gesamt                         | Gesamt                                        | 347.080     | 100         |             | 1           | 348.256      | 100          |              | 4            | 5              |
|                                |                                               |             |             |             |             |              |              |              |              |                |
| Ungültige Stimmen              | Ungültige Stimmen                             | 3.286       | 0,9         |             |             | 2.110        | 0,6          |              |              |                |
| Wähler                         | Wähler                                        | 350.366     | 77,8        |             |             | 350.366      | 77,8         |              |              |                |
| Wahlberechtigte                | Wahlberechtigte                               | 450.564     |             |             |             | 450.564      |              |              |              |                |
|                                |                                               |             |             |             |             |              |              |              |              |                |
| Quelle: Die Bundeswahlleiterin |                                               |             |             |             |             |              |              |              |              |                |

### Hamburg
- Linke: 2
- SPD: 3
- Grüne: 3
- CDU: 3
- AfD: 2

| Listen                         | Listen                                        | Erststimmen | Erststimmen | Erststimmen | Erststimmen | Zweitstimmen | Zweitstimmen | Zweitstimmen | Zweitstimmen | Mandate Gesamt |
| Listen                         | Listen                                        | Stimmen     | %           | +/-         | Mandate     | Stimmen      | %            | +/-          | Mandate      | Mandate Gesamt |
| ------------------------------ | --------------------------------------------- | ----------- | ----------- | ----------- | ----------- | ------------ | ------------ | ------------ | ------------ | -------------- |
|                                | Sozialdemokratische Partei Deutschlands       | 292.325     | 28,0        | −5,3        | 3           | 237.740      | 22,7         | −6,9         | —            | 3              |
|                                | Christlich Demokratische Union Deutschlands   | 232.067     | 22,3        | +4,4        | 1           | 216.935      | 20,7         | +5,3         | 2            | 3              |
|                                | Bündnis 90/Die Grünen                         | 214.621     | 20,6        | −3,1        | 2           | 201.713      | 19,3         | −5,6         | 1            | 3              |
|                                | Die Linke                                     | 129.995     | 12,5        | +5,2        | —           | 151.115      | 14,5         | +7,7         | 2            | 2              |
|                                | Alternative für Deutschland                   | 114.714     | 11,0        | +6,0        | —           | 113.608      | 10,9         | +5,8         | 2            | 2              |
|                                | Freie Demokratische Partei                    | 35.299      | 3,4         | −5,0        | —           | 47.115       | 4,5          | −6,9         | —            | —              |
|                                | Bündnis Sahra Wagenknecht                     | –           | –           | —           | —           | 41.919       | 4,0          | +4,0         | —            | —              |
|                                | Volt Deutschland                              | 11.921      | 1,1         | +0,7        | —           | 15.549       | 1,5          | +0,9         | —            | —              |
|                                | Partei Mensch Umwelt Tierschutz               | –           | –           | —           | —           | 9.735        | 0,9          | −0,3         | —            | —              |
|                                | Die PARTEI                                    | –           | –           | −0,7        | —           | 4.518        | 0,4          | −0,6         | —            | —              |
|                                | Freie Wähler                                  | 9.714       | 0,9         | +0,3        | —           | 3.866        | 0,4          | −0,2         | —            | —              |
|                                | Bündnis Deutschland                           | –           | –           | —           | —           | 1.279        | 0,1          | +0,1         | —            | —              |
|                                | Marxistisch-Leninistische Partei Deutschlands | 1.642       | 0,2         | +0,1        | —           | 528          | 0,1          | ±0,0         | —            | —              |
| Gesamt                         | Gesamt                                        | 1.042.298   | 100         |             | 6           | 1.045.620    | 100          |              | 7            | 13             |
|                                |                                               |             |             |             |             |              |              |              |              |                |
| Ungültige Stimmen              | Ungültige Stimmen                             | 8.507       | 0,8         |             |             | 5.185        | 0,5          |              |              |                |
| Wähler                         | Wähler                                        | 1.050.805   | 80,9        |             |             | 1.050.805    | 80,9         |              |              |                |
| Wahlberechtigte                | Wahlberechtigte                               | 1.299.289   |             |             |             | 1.299.289    |              |              |              |                |
|                                |                                               |             |             |             |             |              |              |              |              |                |
| Quelle: Die Bundeswahlleiterin |                                               |             |             |             |             |              |              |              |              |                |

### Hessen
- Linke: 4
- SPD: 10
- Grüne: 7
- CDU: 15
- AfD: 9

| Listen                         | Listen                                        | Erststimmen | Erststimmen | Erststimmen | Erststimmen | Zweitstimmen | Zweitstimmen | Zweitstimmen | Zweitstimmen | Mandate Gesamt |
| Listen                         | Listen                                        | Stimmen     | %           | +/-         | Mandate     | Stimmen      | %            | +/-          | Mandate      | Mandate Gesamt |
| ------------------------------ | --------------------------------------------- | ----------- | ----------- | ----------- | ----------- | ------------ | ------------ | ------------ | ------------ | -------------- |
|                                | Christlich Demokratische Union Deutschlands   | 1.154.330   | 32,3        | +4,7        | 15          | 1.033.842    | 28,9         | +6,0         | —            | 15             |
|                                | Sozialdemokratische Partei Deutschlands       | 843.094     | 23,6        | −6,7        | 2           | 657.510      | 18,4         | −9,2         | 8            | 10             |
|                                | Alternative für Deutschland                   | 633.669     | 17,7        | +9,1        | —           | 636.778      | 17,8         | +9,0         | 9            | 9              |
|                                | Bündnis 90/Die Grünen                         | 411.127     | 11,5        | −3,1        | —           | 451.510      | 12,6         | −3,2         | 7            | 7              |
|                                | Die Linke                                     | 256.907     | 7,2         | +3,2        | —           | 311.058      | 8,7          | +4,4         | 4            | 4              |
|                                | Freie Demokratische Partei                    | 128.781     | 3,6         | −6,0        | —           | 180.823      | 5,0          | −7,7         | —            | —              |
|                                | Bündnis Sahra Wagenknecht                     | –           | –           | —           | —           | 158.653      | 4,4          | +4,4         | —            | —              |
|                                | Freie Wähler                                  | 80.795      | 2,3         | −0,2        | —           | 46.567       | 1,3          | −0,4         | —            | —              |
|                                | Partei Mensch Umwelt Tierschutz               | 2.772       | 0,1         | +0,1        | —           | 44.516       | 1,2          | −0,2         | —            | —              |
|                                | Volt Deutschland                              | 47.890      | 1,3         | +1,1        | —           | 31.542       | 0,9          | +0,3         | —            | —              |
|                                | Die PARTEI                                    | 7.004       | 0,2         | −0,5        | —           | 18.111       | 0,5          | −0,4         | —            | —              |
|                                | Bündnis Deutschland                           | 3.040       | 0,1         | +0,1        | —           | 5.740        | 0,2          | +0,2         | —            | —              |
|                                | Partei der Humanisten                         | –           | –           | ±0,0        | —           | 3.014        | 0,1          | ±0,0         | —            | —              |
|                                | Marxistisch-Leninistische Partei Deutschlands | 1.448       | 0,0         | ±0,0        | —           | 1.170        | 0,0          | ±0,0         | —            | —              |
|                                | Übrige                                        | 1.975       | 0,1         | −0,2        | —           | –            | –            | −0,3         | —            | —              |
| Gesamt                         | Gesamt                                        | 3.572.832   | 100         |             | 17          | 3.580.834    | 100          |              | 28           | 45             |
|                                |                                               |             |             |             |             |              |              |              |              |                |
| Ungültige Stimmen              | Ungültige Stimmen                             | 35.802      | 1,0         |             |             | 27.800       | 0,8          |              |              |                |
| Wähler                         | Wähler                                        | 3.608.634   | 83,1        |             |             | 3.608.634    | 83,1         |              |              |                |
| Wahlberechtigte                | Wahlberechtigte                               | 4.341.919   |             |             |             | 4.341.919    |              |              |              |                |
|                                |                                               |             |             |             |             |              |              |              |              |                |
| Quelle: Die Bundeswahlleiterin |                                               |             |             |             |             |              |              |              |              |                |

### Mecklenburg-Vorpommern
- Linke: 2
- SPD: 2
- Grüne: 1
- CDU: 3
- AfD: 5

| Listen                         | Listen                                        | Erststimmen | Erststimmen | Erststimmen | Erststimmen | Zweitstimmen | Zweitstimmen | Zweitstimmen | Zweitstimmen | Mandate Gesamt |
| Listen                         | Listen                                        | Stimmen     | %           | +/-         | Mandate     | Stimmen      | %            | +/-          | Mandate      | Mandate Gesamt |
| ------------------------------ | --------------------------------------------- | ----------- | ----------- | ----------- | ----------- | ------------ | ------------ | ------------ | ------------ | -------------- |
|                                | Alternative für Deutschland                   | 376.846     | 37,0        | +18,5       | 5           | 357.361      | 35,0         | +17,0        | —            | 5              |
|                                | Christlich Demokratische Union Deutschlands   | 205.786     | 20,2        | +0,5        | —           | 181.956      | 17,8         | +0,4         | 3            | 3              |
|                                | Sozialdemokratische Partei Deutschlands       | 179.547     | 17,6        | −10,8       | —           | 126.687      | 12,4         | −16,7        | 2            | 2              |
|                                | Die Linke                                     | 144.778     | 14,2        | +1,6        | —           | 123.059      | 12,0         | +1,0         | 2            | 2              |
|                                | Bündnis Sahra Wagenknecht                     | –           | –           | —           | —           | 107.872      | 10,6         | +10,6        | —            | —              |
|                                | Bündnis 90/Die Grünen                         | 36.898      | 3,6         | −3,2        | —           | 54.719       | 5,4          | −2,5         | 1            | 1              |
|                                | Freie Demokratische Partei                    | 29.339      | 2,9         | −4,3        | —           | 32.678       | 3,2          | −5,0         | —            | —              |
|                                | Partei Mensch Umwelt Tierschutz               | 6.199       | 0,6         | −1,0        | —           | 15.656       | 1,5          | −0,7         | —            | —              |
|                                | Freie Wähler                                  | 27.571      | 2,7         | +0,8        | —           | 10.814       | 1,1          | −0,4         | —            | —              |
|                                | Volt Deutschland                              | –           | –           | —           | —           | 6.350        | 0,6          | +0,4         | —            | —              |
|                                | Bündnis Deutschland                           | 6.839       | 0,7         | +0,7        | —           | 3.248        | 0,3          | +0,3         | —            | —              |
|                                | Marxistisch-Leninistische Partei Deutschlands | 1.284       | 0,1         | ±0,0        | —           | 842          | 0,1          | ±0,0         | —            | —              |
|                                | Übrige                                        | 2.636       | 0,3         | −0,2        | —           | –            | –            | −0,8         | —            | —              |
| Gesamt                         | Gesamt                                        | 1.017.723   | 100         |             | 5           | 1.021.242    | 100          |              | 8            | 13             |
|                                |                                               |             |             |             |             |              |              |              |              |                |
| Ungültige Stimmen              | Ungültige Stimmen                             | 11.315      | 1,1         |             |             | 7.796        | 0,8          |              |              |                |
| Wähler                         | Wähler                                        | 1.029.038   | 79,5        |             |             | 1.029.038    | 79,5         |              |              |                |
| Wahlberechtigte                | Wahlberechtigte                               | 1.294.729   |             |             |             | 1.294.729    |              |              |              |                |
|                                |                                               |             |             |             |             |              |              |              |              |                |
| Quelle: Die Bundeswahlleiterin |                                               |             |             |             |             |              |              |              |              |                |

### Niedersachsen
- Linke: 6
- SPD: 17
- Grüne: 8
- CDU: 21
- AfD: 13

| Listen                         | Listen                                        | Erststimmen | Erststimmen | Erststimmen | Erststimmen | Zweitstimmen | Zweitstimmen | Zweitstimmen | Zweitstimmen | Mandate Gesamt |
| Listen                         | Listen                                        | Stimmen     | %           | +/-         | Mandate     | Stimmen      | %            | +/-          | Mandate      | Mandate Gesamt |
| ------------------------------ | --------------------------------------------- | ----------- | ----------- | ----------- | ----------- | ------------ | ------------ | ------------ | ------------ | -------------- |
|                                | Christlich Demokratische Union Deutschlands   | 1.558.417   | 31,1        | +1,9        | 15          | 1.410.418    | 28,1         | +3,9         | 6            | 21             |
|                                | Sozialdemokratische Partei Deutschlands       | 1.469.704   | 29,4        | −6,1        | 15          | 1.153.523    | 23,0         | −10,1        | 2            | 17             |
|                                | Alternative für Deutschland                   | 881.225     | 17,6        | +11,1       | —           | 894.540      | 17,8         | +10,4        | 13           | 13             |
|                                | Bündnis 90/Die Grünen                         | 487.326     | 9,7         | −4,6        | —           | 576.845      | 11,5         | −4,6         | 8            | 8              |
|                                | Die Linke                                     | 321.569     | 6,4         | +3,3        | —           | 405.519      | 8,1          | +4,8         | 6            | 6              |
|                                | Freie Demokratische Partei                    | 148.320     | 3,0         | −4,7        | —           | 205.163      | 4,1          | −6,4         | —            | —              |
|                                | Bündnis Sahra Wagenknecht                     | –           | –           | —           | —           | 189.376      | 3,8          | +3,8         | —            | —              |
|                                | Partei Mensch Umwelt Tierschutz               | 7.649       | 0,2         | −0,4        | —           | 58.107       | 1,2          | −0,1         | —            | —              |
|                                | Freie Wähler                                  | 68.432      | 1,4         | +0,3        | —           | 37.628       | 0,8          | −0,1         | —            | —              |
|                                | Volt Deutschland                              | 40.077      | 0,8         | +0,8        | —           | 30.488       | 0,6          | +0,3         | —            | —              |
|                                | Die PARTEI                                    | 4.541       | 0,1         | −0,3        | —           | 22.360       | 0,4          | −0,4         | —            | —              |
|                                | Basisdemokratische Partei Deutschland         | 4.126       | 0,1         | −1,1        | —           | 12.466       | 0,2          | −0,8         | —            | —              |
|                                | Piratenpartei Deutschland                     | 2.151       | 0,0         | −0,2        | —           | 8.029        | 0,2          | −0,2         | —            | —              |
|                                | Bündnis Deutschland                           | 4.332       | 0,1         | +0,1        | —           | 6.290        | 0,1          | +0,1         | —            | —              |
|                                | Partei der Humanisten                         | –           | –           | ±0,0        | —           | 3.342        | 0,1          | ±0,0         | —            | —              |
|                                | Marxistisch-Leninistische Partei Deutschlands | 1.334       | 0,0         | ±0,0        | —           | 1.242        | 0,0          | ±0,0         | —            | —              |
|                                | Übrige                                        | 6.012       | 0,1         | ±0,0        | —           | –            | –            | −0,3         | —            | —              |
| Gesamt                         | Gesamt                                        | 5.005.215   | 100         |             | 30          | 5.015.336    | 100          |              | 35           | 65             |
|                                |                                               |             |             |             |             |              |              |              |              |                |
| Ungültige Stimmen              | Ungültige Stimmen                             | 36.097      | 0,7         |             |             | 25.976       | 0,5          |              |              |                |
| Wähler                         | Wähler                                        | 5.041.312   | 83,4        |             |             | 5.041.312    | 83,4         |              |              |                |
| Wahlberechtigte                | Wahlberechtigte                               | 6.043.412   |             |             |             | 6.043.412    |              |              |              |                |
|                                |                                               |             |             |             |             |              |              |              |              |                |
| Quelle: Die Bundeswahlleiterin |                                               |             |             |             |             |              |              |              |              |                |

### Nordrhein-Westfalen
- Linke: 13
- SPD: 31
- Grüne: 19
- CDU: 47
- AfD: 26

| Listen                         | Listen                                        | Erststimmen | Erststimmen | Erststimmen | Erststimmen | Zweitstimmen | Zweitstimmen | Zweitstimmen | Zweitstimmen | Mandate Gesamt |
| Listen                         | Listen                                        | Stimmen     | %           | +/-         | Mandate     | Stimmen      | %            | +/-          | Mandate      | Mandate Gesamt |
| ------------------------------ | --------------------------------------------- | ----------- | ----------- | ----------- | ----------- | ------------ | ------------ | ------------ | ------------ | -------------- |
|                                | Christlich Demokratische Union Deutschlands   | 3.566.853   | 34,0        | +3,9        | 44          | 3.170.627    | 30,1         | +4,2         | 3            | 47             |
|                                | Sozialdemokratische Partei Deutschlands       | 2.633.792   | 25,1        | −6,0        | 17          | 2.108.434    | 20,0         | −9,1         | 14           | 31             |
|                                | Alternative für Deutschland                   | 1.720.896   | 16,4        | +9,3        | —           | 1.770.379    | 16,8         | +9,6         | 26           | 26             |
|                                | Bündnis 90/Die Grünen                         | 1.230.253   | 11,7        | −3,5        | 3           | 1.300.901    | 12,4         | −3,7         | 16           | 19             |
|                                | Die Linke                                     | 714.177     | 6,8         | +3,6        | —           | 877.123      | 8,3          | +4,6         | 13           | 13             |
|                                | Freie Demokratische Partei                    | 349.157     | 3,3         | −5,3        | —           | 462.446      | 4,4          | −7,0         | —            | —              |
|                                | Bündnis Sahra Wagenknecht                     | 6.515       | 0,1         | +0,1        | —           | 432.911      | 4,1          | +4,1         | —            | —              |
|                                | Partei Mensch Umwelt Tierschutz               | –           | –           | −0,1        | —           | 133.480      | 1,3          | −0,1         | —            | —              |
|                                | Volt Deutschland                              | 79.713      | 0,8         | +0,5        | —           | 68.915       | 0,7          | +0,3         | —            | —              |
|                                | Die PARTEI                                    | 33.497      | 0,3         | −1,4        | —           | 59.077       | 0,6          | −0,5         | —            | —              |
|                                | Freie Wähler                                  | 113.892     | 1,1         | +0,1        | —           | 52.891       | 0,5          | −0,2         | —            | —              |
|                                | Basisdemokratische Partei Deutschland         | –           | –           | −1,1        | —           | 22.219       | 0,2          | −0,8         | —            | —              |
|                                | Team Todenhöfer                               | 5.089       | 0,0         | ±0,0        | —           | 20.021       | 0,2          | −0,5         | —            | —              |
|                                | Partei des Fortschritts                       | 1.282       | 0,0         | ±0,0        | —           | 17.965       | 0,2          | +0,1         | —            | —              |
|                                | Bündnis Deutschland                           | 16.093      | 0,2         | +0,2        | —           | 13.669       | 0,1          | +0,1         | —            | —              |
|                                | WerteUnion                                    | 2.849       | 0,0         | ±0,0        | —           | 6.736        | 0,1          | +0,1         | —            | —              |
|                                | MERA25                                        | –           | –           | —           | —           | 4.295        | 0,0          | ±0,0         | —            | —              |
|                                | Marxistisch-Leninistische Partei Deutschlands | 7.435       | 0,1         | ±0,0        | —           | 4.045        | 0,0          | ±0,0         | —            | —              |
|                                | Übrige                                        | 8.936       | 0,1         | −0,1        | —           | –            | –            | −0,5         | —            | —              |
| Gesamt                         | Gesamt                                        | 10.490.429  | 100         |             | 64          | 10.526.134   | 100          |              | 72           | 136            |
|                                |                                               |             |             |             |             |              |              |              |              |                |
| Ungültige Stimmen              | Ungültige Stimmen                             | 97.311      | 0,9         |             |             | 61.606       | 0,6          |              |              |                |
| Wähler                         | Wähler                                        | 10.587.740  | 82,2        |             |             | 10.587.740   | 82,2         |              |              |                |
| Wahlberechtigte                | Wahlberechtigte                               | 12.884.209  |             |             |             | 12.884.209   |              |              |              |                |
|                                |                                               |             |             |             |             |              |              |              |              |                |
| Quelle: Die Bundeswahlleiterin |                                               |             |             |             |             |              |              |              |              |                |

### Rheinland-Pfalz
- Linke: 2
- SPD: 7
- Grüne: 4
- CDU: 11
- AfD: 7

| Listen                         | Listen                                        | Erststimmen | Erststimmen | Erststimmen | Erststimmen | Zweitstimmen | Zweitstimmen | Zweitstimmen | Zweitstimmen | Mandate Gesamt |
| Listen                         | Listen                                        | Stimmen     | %           | +/-         | Mandate     | Stimmen      | %            | +/-          | Mandate      | Mandate Gesamt |
| ------------------------------ | --------------------------------------------- | ----------- | ----------- | ----------- | ----------- | ------------ | ------------ | ------------ | ------------ | -------------- |
|                                | Christlich Demokratische Union Deutschlands   | 831.611     | 33,6        | +4,1        | 11          | 760.623      | 30,6         | +5,9         | —            | 11             |
|                                | Alternative für Deutschland                   | 476.014     | 19,2        | +10,4       | —           | 498.695      | 20,1         | +10,9        | 7            | 7              |
|                                | Sozialdemokratische Partei Deutschlands       | 573.461     | 23,2        | −6,8        | 1           | 462.705      | 18,6         | −10,7        | 6            | 7              |
|                                | Bündnis 90/Die Grünen                         | 204.080     | 8,3         | −2,4        | —           | 256.869      | 10,3         | −2,2         | 4            | 4              |
|                                | Die Linke                                     | 123.638     | 5,0         | +1,4        | —           | 161.867      | 6,5          | +3,3         | 2            | 2              |
|                                | Freie Demokratische Partei                    | 83.327      | 3,4         | −4,9        | —           | 114.047      | 4,6          | −7,1         | —            | —              |
|                                | Bündnis Sahra Wagenknecht                     | 54.639      | 2,2         | +2,2        | —           | 105.103      | 4,2          | +4,2         | —            | —              |
|                                | Freie Wähler                                  | 80.572      | 3,3         | −1,8        | —           | 52.013       | 2,1          | −1,5         | —            | —              |
|                                | Partei Mensch Umwelt Tierschutz               | 11.109      | 0,4         | ±0,0        | —           | 31.542       | 1,3          | −0,3         | —            | —              |
|                                | Volt Deutschland                              | 26.409      | 1,1         | +0,6        | —           | 18.846       | 0,8          | +0,3         | —            | —              |
|                                | Die PARTEI                                    | 1.440       | 0,1         | −0,9        | —           | 11.454       | 0,5          | −0,4         | —            | —              |
|                                | Ökologisch-Demokratische Partei               | 3.611       | 0,1         | −0,2        | —           | 4.139        | 0,2          | −0,1         | —            | —              |
|                                | Bündnis Deutschland                           | 2.538       | 0,1         | +0,1        | —           | 3.884        | 0,2          | +0,2         | —            | —              |
|                                | Marxistisch-Leninistische Partei Deutschlands | –           | –           | ±0,0        | —           | 571          | 0,0          | ±0,0         | —            | —              |
|                                | Übrige                                        | 602         | 0,0         | −0,5        | —           | –            | –            | −0,3         | —            | —              |
| Gesamt                         | Gesamt                                        | 2.473.051   | 100         |             | 12          | 2.482.358    | 100          |              | 19           | 31             |
|                                |                                               |             |             |             |             |              |              |              |              |                |
| Ungültige Stimmen              | Ungültige Stimmen                             | 27.497      | 1,1         |             |             | 18.190       | 0,7          |              |              |                |
| Wähler                         | Wähler                                        | 2.500.548   | 83,0        |             |             | 2.500.548    | 83,0         |              |              |                |
| Wahlberechtigte                | Wahlberechtigte                               | 3.014.482   |             |             |             | 3.014.482    |              |              |              |                |
|                                |                                               |             |             |             |             |              |              |              |              |                |
| Quelle: Die Bundeswahlleiterin |                                               |             |             |             |             |              |              |              |              |                |

### Saarland
- Linke: 1
- SPD: 2
- Grüne: 1
- CDU: 2
- AfD: 2

| Listen                         | Listen                                        | Erststimmen | Erststimmen | Erststimmen | Erststimmen | Zweitstimmen | Zweitstimmen | Zweitstimmen | Zweitstimmen | Mandate Gesamt |
| Listen                         | Listen                                        | Stimmen     | %           | +/-         | Mandate     | Stimmen      | %            | +/-          | Mandate      | Mandate Gesamt |
| ------------------------------ | --------------------------------------------- | ----------- | ----------- | ----------- | ----------- | ------------ | ------------ | ------------ | ------------ | -------------- |
|                                | Christlich Demokratische Union Deutschlands   | 177.003     | 29,6        | +1,8        | 2           | 161.113      | 26,9         | +3,3         | —            | 2              |
|                                | Sozialdemokratische Partei Deutschlands       | 178.745     | 29,9        | −6,4        | 2           | 131.136      | 21,9         | −15,4        | —            | 2              |
|                                | Alternative für Deutschland                   | 129.177     | 21,6        | +11,8       | —           | 129.294      | 21,6         | +11,5        | 2            | 2              |
|                                | Die Linke                                     | 41.215      | 6,9         | +1,6        | —           | 44.080       | 7,4          | +0,2         | 1            | 1              |
|                                | Bündnis 90/Die Grünen                         | 30.477      | 5,1         | −0,3        | —           | 43.371       | 7,2          | +7,2         | 1            | 1              |
|                                | Bündnis Sahra Wagenknecht                     | –           | –           | —           | —           | 37.001       | 6,2          | +6,2         | —            | —              |
|                                | Freie Demokratische Partei                    | 20.611      | 3,5         | −4,7        | —           | 25.725       | 4,3          | −7,2         | —            | —              |
|                                | Partei Mensch Umwelt Tierschutz               | –           | –           | —           | —           | 12.263       | 2,0          | −0,8         | —            | —              |
|                                | Freie Wähler                                  | 19.458      | 3,3         | +0,7        | —           | 8.476        | 1,4          | −0,6         | —            | —              |
|                                | Volt Deutschland                              | –           | –           | —           | —           | 3.720        | 0,6          | −0,1         | —            | —              |
|                                | Piratenpartei Deutschland                     | –           | –           | —           | —           | 1.753        | 0,3          | −0,3         | —            | —              |
|                                | Bündnis Deutschland                           | –           | –           | —           | —           | 1.487        | 0,2          | +0,2         | —            | —              |
|                                | Marxistisch-Leninistische Partei Deutschlands | 556         | 0,1         | +0,1        | —           | 304          | 0,1          | ±0,0         | —            | —              |
| Gesamt                         | Gesamt                                        | 597.242     | 100         |             | 4           | 599.723      | 100          |              | 4            | 8              |
|                                |                                               |             |             |             |             |              |              |              |              |                |
| Ungültige Stimmen              | Ungültige Stimmen                             | 8.051       | 1,3         |             |             | 5.570        | 0,9          |              |              |                |
| Wähler                         | Wähler                                        | 605.293     | 82,4        |             |             | 605.293      | 82,4         |              |              |                |
| Wahlberechtigte                | Wahlberechtigte                               | 734.204     |             |             |             | 734.204      |              |              |              |                |
|                                |                                               |             |             |             |             |              |              |              |              |                |
| Quelle: Die Bundeswahlleiterin |                                               |             |             |             |             |              |              |              |              |                |

### Sachsen
- Linke: 4
- SPD: 3
- Grüne: 2
- CDU: 7
- AfD: 14

| Listen                         | Listen                                        | Erststimmen | Erststimmen | Erststimmen | Erststimmen | Zweitstimmen | Zweitstimmen | Zweitstimmen | Zweitstimmen | Mandate Gesamt |
| Listen                         | Listen                                        | Stimmen     | %           | +/-         | Mandate     | Stimmen      | %            | +/-          | Mandate      | Mandate Gesamt |
| ------------------------------ | --------------------------------------------- | ----------- | ----------- | ----------- | ----------- | ------------ | ------------ | ------------ | ------------ | -------------- |
|                                | Alternative für Deutschland                   | 986.060     | 38,5        | +12,7       | 14          | 958.401      | 37,3         | +12,7        | —            | 14             |
|                                | Christlich Demokratische Union Deutschlands   | 612.826     | 23,9        | +1,7        | —           | 507.247      | 19,7         | +2,6         | 7            | 7              |
|                                | Die Linke                                     | 326.830     | 12,8        | +1,3        | 1           | 290.462      | 11,3         | +2,0         | 3            | 4              |
|                                | Bündnis Sahra Wagenknecht                     | 79.556      | 3,1         | +3,1        | —           | 232.257      | 9,0          | +9,0         | —            | —              |
|                                | Sozialdemokratische Partei Deutschlands       | 247.349     | 9,7         | −7,0        | —           | 217.144      | 8,5          | −10,8        | 3            | 3              |
|                                | Bündnis 90/Die Grünen                         | 129.025     | 5,0         | −1,9        | —           | 167.269      | 6,5          | −2,1         | 2            | 2              |
|                                | Freie Demokratische Partei                    | 69.629      | 2,7         | −6,2        | —           | 83.436       | 3,2          | −7,8         | —            | —              |
|                                | Freie Wähler                                  | 71.775      | 2,8         | +0,1        | —           | 40.139       | 1,6          | −0,7         | —            | —              |
|                                | Partei Mensch Umwelt Tierschutz               | –           | –           | —           | —           | 29.743       | 1,2          | −0,8         | —            | —              |
|                                | Volt Deutschland                              | 10.766      | 0,4         | +0,4        | —           | 14.741       | 0,6          | +0,3         | —            | —              |
|                                | Die PARTEI                                    | 12.288      | 0,5         | −1,0        | —           | 13.692       | 0,5          | −0,8         | —            | —              |
|                                | Bündnis Deutschland                           | 11.666      | 0,5         | +0,5        | —           | 7.435        | 0,3          | +0,3         | —            | —              |
|                                | Piratenpartei Deutschland                     | –           | –           | −0,2        | —           | 4.018        | 0,2          | −0,3         | —            | —              |
|                                | Partei der Humanisten                         | 1.258       | 0,0         | ±0,0        | —           | 2.472        | 0,1          | −0,1         | —            | —              |
|                                | Marxistisch-Leninistische Partei Deutschlands | 772         | 0,0         | ±0,0        | —           | 1.116        | 0,0          | ±0,0         | —            | —              |
|                                | Übrige                                        | 2.975       | 0,1         | −0,8        | —           | –            | –            | −0,6         | —            | —              |
| Gesamt                         | Gesamt                                        | 2.562.775   | 100         |             | 15          | 2.569.572    | 100          |              | 15           | 30             |
|                                |                                               |             |             |             |             |              |              |              |              |                |
| Ungültige Stimmen              | Ungültige Stimmen                             | 22.002      | 0,9         |             |             | 15.205       | 0,6          |              |              |                |
| Wähler                         | Wähler                                        | 2.584.777   | 81,1        |             |             | 2.584.777    | 81,1         |              |              |                |
| Wahlberechtigte                | Wahlberechtigte                               | 3.186.780   |             |             |             | 3.186.780    |              |              |              |                |
|                                |                                               |             |             |             |             |              |              |              |              |                |
| Quelle: Die Bundeswahlleiterin |                                               |             |             |             |             |              |              |              |              |                |

### Sachsen-Anhalt
- Linke: 2
- SPD: 2
- Grüne: 1
- CDU: 4
- AfD: 7

| Listen                         | Listen                                        | Erststimmen | Erststimmen | Erststimmen | Erststimmen | Zweitstimmen | Zweitstimmen | Zweitstimmen | Zweitstimmen | Mandate Gesamt |
| Listen                         | Listen                                        | Stimmen     | %           | +/-         | Mandate     | Stimmen      | %            | +/-          | Mandate      | Mandate Gesamt |
| ------------------------------ | --------------------------------------------- | ----------- | ----------- | ----------- | ----------- | ------------ | ------------ | ------------ | ------------ | -------------- |
|                                | Alternative für Deutschland                   | 515.634     | 38,8        | +18,6       | 7           | 496.110      | 37,1         | +17,5        | —            | 7              |
|                                | Christlich Demokratische Union Deutschlands   | 313.319     | 23,5        | −1,4        | —           | 256.538      | 19,2         | −1,8         | 4            | 4              |
|                                | Bündnis Sahra Wagenknecht                     | –           | –           | —           | —           | 150.411      | 11,2         | +11,2        | —            | —              |
|                                | Sozialdemokratische Partei Deutschlands       | 183.951     | 13,8        | −10,6       | —           | 146.535      | 11,0         | −14,4        | 2            | 2              |
|                                | Die Linke                                     | 165.818     | 12,5        | +1,8        | —           | 143.807      | 10,8         | +1,2         | 2            | 2              |
|                                | Bündnis 90/Die Grünen                         | 48.599      | 3,7         | −1,7        | —           | 59.077       | 4,4          | −2,1         | 1            | 1              |
|                                | Freie Demokratische Partei                    | 37.603      | 2,8         | −5,2        | —           | 41.251       | 3,1          | −6,4         | —            | —              |
|                                | Freie Wähler                                  | 42.363      | 3,2         | +0,5        | —           | 18.449       | 1,4          | −0,5         | —            | —              |
|                                | Die PARTEI                                    | 5.138       | 0,4         | ±0,0        | —           | 11.038       | 0,8          | ±0,0         | —            | —              |
|                                | Volt Deutschland                              | –           | –           | —           | —           | 8.484        | 0,6          | +0,5         | —            | —              |
|                                | Bündnis Deutschland                           | 8.481       | 0,6         | +0,6        | —           | 4.517        | 0,3          | +0,3         | —            | —              |
|                                | Marxistisch-Leninistische Partei Deutschlands | 1.339       | 0,1         | ±0,0        | —           | 1.132        | 0,1          | ±0,0         | —            | —              |
|                                | Übrige                                        | 8.299       | 0,6         | −0,7        | —           | –            | –            | −2,1         | —            | —              |
| Gesamt                         | Gesamt                                        | 1.330.544   | 100         |             | 7           | 1.337.349    | 100          |              | 9            | 16             |
|                                |                                               |             |             |             |             |              |              |              |              |                |
| Ungültige Stimmen              | Ungültige Stimmen                             | 17.293      | 1,3         |             |             | 10.488       | 0,8          |              |              |                |
| Wähler                         | Wähler                                        | 1.347.837   | 77,7        |             |             | 1.347.837    | 77,7         |              |              |                |
| Wahlberechtigte                | Wahlberechtigte                               | 1.734.719   |             |             |             | 1.734.719    |              |              |              |                |
|                                |                                               |             |             |             |             |              |              |              |              |                |
| Quelle: Die Bundeswahlleiterin |                                               |             |             |             |             |              |              |              |              |                |

### Schleswig-Holstein
- Linke: 2
- SPD: 5
- Grüne: 4
- SSW: 1
- CDU: 8
- AfD: 5

| Listen                         | Listen                                        | Erststimmen | Erststimmen | Erststimmen | Erststimmen | Zweitstimmen | Zweitstimmen | Zweitstimmen | Zweitstimmen | Mandate Gesamt |
| Listen                         | Listen                                        | Stimmen     | %           | +/-         | Mandate     | Stimmen      | %            | +/-          | Mandate      | Mandate Gesamt |
| ------------------------------ | --------------------------------------------- | ----------- | ----------- | ----------- | ----------- | ------------ | ------------ | ------------ | ------------ | -------------- |
|                                | Christlich Demokratische Union Deutschlands   | 573.541     | 30,6        | +4,1        | 8           | 518.424      | 27,6         | +5,5         | —            | 8              |
|                                | Sozialdemokratische Partei Deutschlands       | 424.485     | 22,6        | −7,5        | 1           | 352.546      | 18,8         | −9,3         | 4            | 5              |
|                                | Alternative für Deutschland                   | 302.259     | 16,1        | +9,7        | —           | 306.165      | 16,3         | +9,5         | 5            | 5              |
|                                | Bündnis 90/Die Grünen                         | 279.298     | 14,9        | −3,0        | 1           | 279.923      | 14,9         | −3,4         | 3            | 4              |
|                                | Die Linke                                     | 115.098     | 6,1         | +3,0        | —           | 146.428      | 7,8          | +4,1         | 2            | 2              |
|                                | Freie Demokratische Partei                    | 67.541      | 3,6         | −5,9        | —           | 88.147       | 4,7          | −7,8         | —            | —              |
|                                | Südschleswigscher Wählerverband               | 58.779      | 3,1         | +1,1        | —           | 76.138       | 4,0          | +0,9         | 1            | 1              |
|                                | Bündnis Sahra Wagenknecht                     | –           | –           | —           | —           | 64.777       | 3,4          | +3,4         | —            | —              |
|                                | Volt Deutschland                              | 23.282      | 1,2         | +1,2        | —           | 16.496       | 0,9          | +0,6         | —            | —              |
|                                | Die PARTEI                                    | 2.021       | 0,1         | −0,9        | —           | 13.729       | 0,7          | −0,3         | —            | —              |
|                                | Freie Wähler                                  | 25.139      | 1,3         | −0,2        | —           | 13.675       | 0,7          | −0,2         | —            | —              |
|                                | Bündnis Deutschland                           | 3.227       | 0,2         | +0,2        | —           | 2.981        | 0,2          | +0,2         | —            | —              |
|                                | Marxistisch-Leninistische Partei Deutschlands | 286         | 0,0         | ±0,0        | —           | 576          | 0,0          | ±0,0         | —            | —              |
|                                | Übrige                                        | 1.273       | 0,1         | −0,1        | —           | –            | –            | −0,3         | —            | —              |
| Gesamt                         | Gesamt                                        | 1.876.229   | 100         |             | 10          | 1.880.005    | 100          |              | 15           | 25             |
|                                |                                               |             |             |             |             |              |              |              |              |                |
| Ungültige Stimmen              | Ungültige Stimmen                             | 13.739      | 0,7         |             |             | 9.963        | 0,5          |              |              |                |
| Wähler                         | Wähler                                        | 1.889.968   | 83,5        |             |             | 1.889.968    | 83,5         |              |              |                |
| Wahlberechtigte                | Wahlberechtigte                               | 2.262.811   |             |             |             | 2.262.811    |              |              |              |                |
|                                |                                               |             |             |             |             |              |              |              |              |                |
| Quelle: Die Bundeswahlleiterin |                                               |             |             |             |             |              |              |              |              |                |

### Thüringen
- Linke: 3
- SPD: 2
- Grüne: 1
- CDU: 4
- AfD: 8

| Listen                         | Listen                                        | Erststimmen | Erststimmen | Erststimmen | Erststimmen | Zweitstimmen | Zweitstimmen | Zweitstimmen | Zweitstimmen | Mandate Gesamt |
| Listen                         | Listen                                        | Stimmen     | %           | +/-         | Mandate     | Stimmen      | %            | +/-          | Mandate      | Mandate Gesamt |
| ------------------------------ | --------------------------------------------- | ----------- | ----------- | ----------- | ----------- | ------------ | ------------ | ------------ | ------------ | -------------- |
|                                | Alternative für Deutschland                   | 512.070     | 38,7        | +15,0       | 7           | 510.527      | 38,6         | +14,6        | 1            | 8              |
|                                | Christlich Demokratische Union Deutschlands   | 272.827     | 20,6        | −0,3        | —           | 246.065      | 18,6         | +1,7         | 4            | 4              |
|                                | Die Linke                                     | 209.947     | 15,9        | +3,5        | 1           | 200.688      | 15,2         | +3,7         | 2            | 3              |
|                                | Bündnis Sahra Wagenknecht                     | 96.975      | 7,3         | +7,3        | —           | 124.760      | 9,4          | +9,4         | —            | —              |
|                                | Sozialdemokratische Partei Deutschlands       | 131.842     | 10,0        | −13,7       | —           | 115.915      | 8,8          | −14,7        | 2            | 2              |
|                                | Bündnis 90/Die Grünen                         | 36.822      | 2,8         | −2,6        | —           | 56.097       | 4,2          | −2,3         | 1            | 1              |
|                                | Freie Demokratische Partei                    | 28.121      | 2,1         | −4,9        | —           | 37.292       | 2,8          | −6,2         | —            | —              |
|                                | Freie Wähler                                  | 25.831      | 2,0         | −0,5        | —           | 20.621       | 1,6          | −0,6         | —            | —              |
|                                | Volt Deutschland                              | –           | –           | —           | —           | 6.998        | 0,5          | +0,2         | —            | —              |
|                                | Bündnis Deutschland                           | –           | –           | —           | —           | 3.454        | 0,3          | +0,3         | —            | —              |
|                                | Marxistisch-Leninistische Partei Deutschlands | 1.678       | 0,1         | −0,2        | —           | 1.743        | 0,1          | −0,1         | —            | —              |
|                                | Übrige                                        | 7.113       | 0,5         | ±0,0        | —           | –            | –            | −0,4         | —            | —              |
| Gesamt                         | Gesamt                                        | 1.323.226   | 100         |             | 8           | 1.324.160    | 100          |              | 10           | 18             |
|                                |                                               |             |             |             |             |              |              |              |              |                |
| Ungültige Stimmen              | Ungültige Stimmen                             | 10.248      | 0,8         |             |             | 9.314        | 0,7          |              |              |                |
| Wähler                         | Wähler                                        | 1.333.474   | 80,7        |             |             | 1.333.474    | 80,7         |              |              |                |
| Wahlberechtigte                | Wahlberechtigte                               | 1.652.462   |             |             |             | 1.652.462    |              |              |              |                |
|                                |                                               |             |             |             |             |              |              |              |              |                |
| Quelle: Die Bundeswahlleiterin |                                               |             |             |             |             |              |              |              |              |                |